# Рудаков, Леопольд Евгеньевич
Леопольд Евгеньевич Рудаков (род. 21 сентября 1927) — передовик советского машиностроения, токарь-расточник объединённого конструкторского бюро «Вымпел» Министерства радиопромышленности СССР, город Москва, Герой Социалистического Труда (1971).

## Биография
Родился 21 сентября 1927 году в селе Бахметьево, ныне Чаплыгинского района Липецкой области в русской семье служащего. С 1931 года проживал и получал образование в городе Москве. В 1942 году завершил обучение в седьмом классе, а в 1943 году закончил учиться в ремесленном училище №60 по профессии токарь. 
После окончания обучения был направлен работать на Завод №465 Наркомата электропромышленности СССР. Здесь проработал всю свою жизнь. Изменялись названия предприятия, но Рудаков оставался верен своему заводу. Работал токарем, вырос до высококвалифицированного специалиста шестого разряда. Освоил шесть смежных профессий - токаря, токаря-расточника, строгальщика, карусельщика, фрезеровщика, слесаря и разметчика.
Показывал себя высоким профессионалом своего дела. Данные задания выполнял досрочно, с отличным качеством выпускаемой продукции. Имел личное клеймо ОТК. Стал чутким и опытным наставником для молодых специалистов, передавал им свои знания и навыки работы на станках. Являлся одним из лучших рационализаторов института - 44 предложения были применены в работе. С 1973 года член КПСС. 
Указом Президиума Верховного Совета СССР от 26 апреля 1971 года (закрытым) за выдающиеся заслуги в выполнении заданий пятилетнего плана 1966-1970 годов и организацию производства новой техники Леопольду Евгеньевичу Рудакову присвоено звание Героя Социалистического Труда с вручением ордена Ленина и золотой медали «Серп и Молот».
Избирался членом райкома КПСС. Общий стаж работы на одном предприятии составил 45 лет. В сентябре 1987 года вышел на заслуженный отдых.
Проживал в городе Химки Московской области.

## Награды
За трудовые успехи удостоен:
- золотая звезда «Серп и Молот» (26.04.1971)
- орден Ленина (26.04.1971)
- Орден Трудового Красного Знамени (26.09.1979)
- другие медали.